# Politica Poloniei
Guvernarea Poloniei ia forma unei republici democratice reprezentative parlamentare unitare, în care președintele este șeful statului, iar prim-ministrul este șeful guvernului. Cu toate acestea, forma sa de guvernare a fost, de asemenea, identificată ca fiind semi-prezidențială.
Puterea executivă este exercitată, în cadrul unui sistem pluripartid, de către Președinte și Guvern, care este format din Consiliul de Miniștri condus de Prim-ministru. Membrii săi sunt de obicei aleși din partidul sau coaliția majoritară, în camera inferioară a parlamentului (Seim), deși excepțiile de la această regulă nu sunt neobișnuite. Guvernul este anunțat oficial de președinte și trebuie să adopte o moțiune de încredere în Seim în termen de două săptămâni.
Puterea legislativă revine celor două camere ale parlamentului, Seim și Senat. Membrii Seimului sunt aleși prin reprezentare proporțională, cu condiția ca partidele care nu sunt minoritare etnice trebuie să obțină cel puțin 5% din votul național pentru a intra în camera inferioară. În prezent sunt reprezentate cinci partide. Alegerile parlamentare au loc cel puțin o dată la patru ani.
Președintele, în calitate de șef al statului, este comandantul suprem al Forțelor Armate, are puterea de a se opune legislației adoptate de parlament, care poate fi anulată cu o majoritate de trei cincimi și poate dizolva parlamentul în anumite condiții. Alegerile prezidențiale au loc la fiecare cinci ani. Atunci când majoritatea alegătorilor susțin același candidat, acel candidat este declarat câștigător, în timp ce atunci când nu există o majoritate, primii doi candidați participă la un al doilea tur de scrutin.
Sistemul politic este definit în Constituția Poloniei, care garantează, de asemenea, o gamă largă de libertăți individuale. Puterea judiciară joacă un rol minor în politică, în afară de Tribunalul Constituțional, care poate anula legi care încalcă libertățile garantate de constituție.

## Puterea executivă
Prim-ministrul propune, președintele numește, iar Seimul aprobă Consiliul de Miniștri. Președintele este ales prin vot popular pentru un mandat de cinci ani, în timp ce prim-ministrul și viceprim-miniștrii (dacă există) sunt numiți de președinte și confirmați de Seim. Consiliul de Miniștri este responsabil în fața primului ministru și a Seimului.
| Funcție       | Nume           | Partid           | În funcție din    |
| ------------- | -------------- | ---------------- | ----------------- |
| Președinte    | Karol Nawrocki | Independent      | 6 august 2025     |
| Prim-ministru | Donald Tusk    | Platforma Civică | 13 decembrie 2023 |

### Șeful statului
Președintele este ales prin mandate; în calitate de șef al statului, comandant suprem al Forțelor Armate și reprezentant suprem al Republicii Poloneze. Președintele are dreptul de a se opune legislației, deși veto-ul poate fi anulat de către adunare cu o majoritate de trei cincimi de voturi. Președintele, în calitate de reprezentant al statului în afaceri externe, ratifică și renunță la acordurile internaționale, numește și revocă reprezentanții plenipotențiari ai Republicii Poloneze și cooperează cu prim-ministrul și ministrul competent în materie de politică externă. În calitate de Comandant Suprem al Forțelor Armate, președintele numește șeful Statului Major General și comandanții filialelor Forțelor Armate.
Președintele poate, în anumite chestiuni, să convoace Consiliul de Miniștri, deși acesta nu are competența Consiliului de Miniștri. Actele oficiale ale președintelui necesită, pentru valabilitatea lor, semnătura primului-ministru, însă aceasta nu se aplică în cazul:
1. nominalizării și învestirii primului-ministru
2. scurtării mandatului Seimului în cazurile prevăzute de Constituție
3. promulgării legislației
4. solicitării Seimului să numească președintele Băncii Naționale a Poloniei
5. învestirii procurorilor
6. proclamării organizării unui referendum la nivel national (este necesar acordul Senatului)
7. semnării sau refuzului de a semna o lege
8. numirii prim-președintelui Curții Supreme, președintelui Tribunalului Constituțional, membrii Consiliului pentru Politică Monetară, numirii și revocării membrilor Consiliului Național de Securitate
9. exercitarea puterii de grațiere
10. convocarea Consiliului de Miniștri

## Puterea legislativă
Parlamentul Poloniei are două camere. Camera inferioară (Seim) are 460 de membri, aleși pentru un mandat de patru ani prin reprezentare proporțională în circumscripții cu mai multe locuri, folosind metoda d'Hondt similară cu cea utilizată în multe sisteme politice parlamentare, cu un prag de 5% (8% pentru coaliții, scutirea de prag pentru minoritățile naționale). Senatul (Senat) are 100 de membri aleși pentru un mandat de patru ani, conform metodei de vot majoritar uninominal, cu un singur tur de scrutin. Când stau în sesiune comună, membrii Seimului și Senatului formează Adunarea Națională (poloneză Zgromadzenie Narodowe).

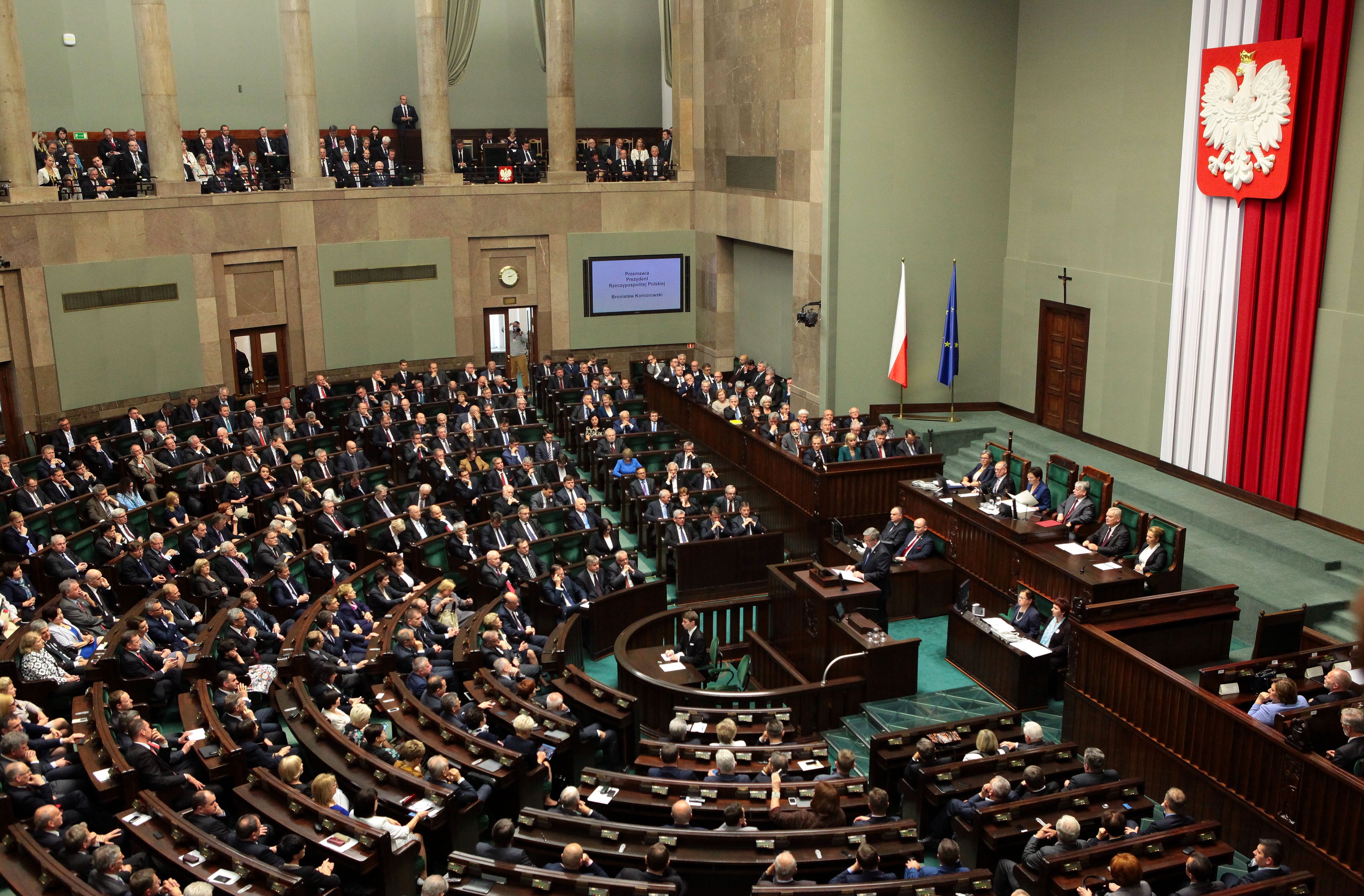
Plenul Seimului

Adunarea Națională se formează în trei ocazii: depunerea jurământului în funcție de către un nou președinte, introducerea unui rechizitoriu împotriva Președintelui Republicii la Tribunalul de Stat și declararea incapacității permanente a președintelui de a-și exercita atribuțiile din cauza stării de sănătate. Doar un singur caz a apărut până în prezent. Din 1991, alegerile sunt supravegheate de Comisia Electorală Națională (Państwowa Komisja Wyborcza), a cărei diviziune administrativă se numește Oficiul Electoral Național (Krajowe Biuro Wyborcze). 

## Puterea judecătorească

### Justiție
Împreună cu tribunalele, instanțele fac parte din sistemul judiciar din Polonia. Dintre organele care administrează sistemul de justiție se disting următoarele:
- Curtea Supremă;
- instanțele civile;
- instanțele administrative;
- instanțele militare.

Mai mult, în timp de război, Constituția permite înființarea de instanțe extraordinare sau instituirea unei proceduri ad-hoc. Procedurile în justiție au cel puțin două instanțe. Principalele legi care reglementează funcționarea sistemului judiciar sunt:
- Legea din 27 iulie 2001 - Legea privind sistemul instanțelor civile;
- Legea din 25 iulie 2002 - Legea privind sistemul instanțelor administrative;
- Legea din 21 august 1997 - Legea privind sistemul instanțelor militare;
- Legea din 23 noiembrie 2002 privind Curtea Supremă;
- Legea din 27 iulie 2001 privind Consiliul Național al Justiției.

### Judecătorii
Judecătorii sunt numiți de președinte, la cererea Consiliului Național al Justiției, pe perioadă nedeterminată. Ei nu pot aparține partidelor politice sau sindicatelor, sunt independenți și se supun doar Constituției și statutelor. Ei au dreptul la imunitate și inviolabilitate personală. Judecătorii sunt, de asemenea, inamovibili, iar revocarea lor din funcție sau suspendarea necesită o hotărâre judecătorească. Participarea altor cetățeni la înfăptuirea justiției este definită prin lege și se rezumă la aplicarea sistemului de judecător laic în primă instanță în instanțele civile și militare.

### Curtea Supremă
Curtea Supremă este un organ de supraveghere a instanțelor civile și militare. Aceasta este condusă de Prim-președintele Curții Supreme, numit pentru un mandat de șase ani de către președintele Poloniei, dintre candidații prezentați de Adunarea Generală a Curții Supreme de Justiție. Până în 2018, Curtea era împărțită în patru camere: civilă, penală, militară și de muncă, asigurări sociale și afaceri publice. Din 2018, există camerele: civilă, penală, muncă și securitate socială, control extraordinar și afaceri publice și disciplinare. În afară de Adunarea Generală, al doilea organ de autoguvernare judiciară este Colegiul Curții Supreme.

### Justiția civilă
Justiția civilă are trei niveluri. Structura sa este alcătuită din tribunale districtuale, regionale și de apel. Instanțele civile se pronunță asupra dreptului penal, civil, muncii, economic și familiei. Până în 2001 au existat și colegii contravenționale, dar Constituția le-a desființat funcționarea.

### Justiția militară
Instanțele militare sunt instanțe penale, care se pronunță în primul rând asupra infracțiunilor comise de soldații aflați în serviciul militar activ. Structura justiției militare este alcătuită din tribunale de garnizoană și judecătorii de circumscripție militare. Camera Penală (până în 2018, inclusiv Camera Militară) a Curții Supreme funcționează ca a doua instanță sau instanță de casație.

### Justiția administrativă
Justiția administrativă a existat încă din vremea celei de A Doua Republici Poloneze, dar a fost desființată după Al Doilea Război Mondial. Restaurarea sa treptată a început în 1980 odată cu crearea Curții Supreme Administrative (NSA). Actuala Constituție a introdus principiul procedurilor în două instanțe, ceea ce a avut ca rezultat înființarea instanțelor administrative ale voievodatelor care judecă în primă instanță. Instanțele administrative controlează legalitatea deciziilor administrative, atât împotriva autorităților guvernamentale, cât și împotriva autorităților autonome. Președintele Curții Supreme Administrative este numit de Președinte pentru un mandat de șase ani, dintre candidații desemnați de Adunarea Generală a Judecătorilor Curții Supreme Administrative.

### Consiliul Național al Justiției
Consiliul Național al Justiției este un organism înființat pentru a proteja independența instanțelor judecătorești și a judecătorilor. El depune cereri Președintelui pentru numirea judecătorilor. Are dreptul de a se adresa Curții Constituționale în problemele referitoare la conformitatea actelor normative cu Constituția în domeniul justiției. Consiliul Național al Justiției este format din: Prim-președintele Curții Supreme, ministrul justiției, Președintele Curții Supreme Administrative, o persoană desemnată de președinte, 15 judecători ai Curții Supreme, instanțe comune, administrative și militare, patru deputați și doi senatori. Mandatul membrilor aleși este de patru ani. Președintele și doi dintre adjuncții săi sunt aleși dintre membrii Consiliului.

## Principalele partide politice
Polonia are un sistem multipartid, ceea ce face practic imposibil un guvern majoritar (cu excepția cazului în care un anumit partid politic obține un scor foarte mare la alegerile legislative). Partidele parlamentare mai mici au format alianțe politice în timpul legislaturii anterioare (și chiar actuale). În prezent, există șapte partide parlamentare principale (excluzând cazul minorităților etnice care au câte un reprezentant cum este cazul germanilor):
| Logo | Nume partid | Nume partid                              | Ideologie                                           | Poziție politică           | Lider(i) | Note |
| ---- | ----------- | ---------------------------------------- | --------------------------------------------------- | -------------------------- | --- | --- |
|      |             | Partidul Lege și Justiție                | Național-conservatoare, Populism de dreapta         | Dreapta                    | Jarosław Kaczyński | Cel mai mare partid din țară ca număr de mandate, din 2015 controlează președinția. Este principalul reprezentant al spectrului conservator din Polonia iar baza sa de votanți se găsește în estul țării (exceptând Varșovia). De-a lungul timpului, PiS a fost acuzat de organizațiile pentru drepturile omului că încearcă să submineze statul de drept prin modificările aduse justiției, de restrângerea dreptului la avort și de promovarea discursului homofobic. Ca politici economice, partidul susține protecționismul și introducerea unei plase de siguranță socială garantată de stat. |
|      |             | Platforma Civică                         | Liberalism, Creștin democrație                      | Centru-dreapta             | Donald Tusk | Din 2015 este cel mai mare partid de opoziție. Fondat în 2001, este principalul reprezentant al spectrului liberal din Polonia, care se opune conservatorismului promovat de PiS, iar baza sa de votanți se găsește în vestul țării și în marile orașe. Partidul susține reducerea taxelor, dreptul la avort, extinderea drepturilor pentru comunitatea LGBT și promovarea unei politici de reducere a emisiilor de CO2 la 0% până în 2040. De asemenea, discursul politic al partidului a devenit mai populist în utlimii ani. În urma alegerilor parlamentare din 2023 a intrat într-o coaliție de guvernare și conduce guvernul. |
|      |             | Polonia 2050                             | Creștin democrație, Politică verde                  | Centru                     | Szymon Hołownia | Inițial fondat ca o mișcare socială, din 2021 este cel mai mic partid parlamentar de opoziție. Platforma sa se bazează puternic pe o politică verde care să ducă la neutralitatea emisiilor de CO2 până în 2050 și pe liberalism. Partidul sprijină integrarea mai puternică în UE, lichidarea fondului bisericesc și consolidarea independenței justiției. În prezent face parte din guvernul Donald Tusk |
|      |             | Partidul Popular Polonez                 | Agrarianism, Creștin democrație                     | Centru spre centru-dreapta | Władysław Kosiniak-Kamysz                                                                                               | În prezent, este cel de al patrulea partid din parlament și al doilea cel mai vechi partid din Polonia care încă există. Actuala formă a sa a fost înființată după căderea comunismului, dar originile sale se regăsesc încă din 1895. Inițial platforma partidului în anii 90 era una de stânga dar după anul 2000 a adoptat o poziție creștin democrată. Platforma partidului se bazează puternic pe agrarianism. De asemenea, se opune legalizării căsătoriilor între persoane de același sex, pedepsei cu moartea și decriminalizării drogurilor ușoare. Principala bază de alegători sunt fermierii și țăranii din mediul rural. În prezent face parte din guvernul Donald Tusk                                                         |
|      |             | Stânga                                   | Progresism, Social democrație, Socialism democratic | Centru-stânga spre stânga  | - Włodzimierz Czarzasty - Adrian Zandberg - Robert Biedroń - Magdalena Biejat - Wojciech Konieczny - Waldemar Witkowski | În prezent, al treilea partid ca mărime (fondat ca o alianță între Noua Stângă și Stânga Împreună în 2019) din parlament, este cel mai mare partid de stânga din Polonia. Principala sa bază de alegători se găsește în rândul foștilor funcționari din perioada RPP, totuși, Lewica a încercat să-și diversifice platforma pentru a atrage și tinerii care nu se regăsesc în discursurile celor 2 principale partide. Partidul susține investițiile în energia verde, reîmpădurirea, un salariu minim în sectorul public de 3500 de zloți, separarea bisericii de stat, liberalizarea legii avortului și introducerea căsătoriilor între persoane de același sex și a parteneriatului civil. În prezent face parte din guvernul Donald Tusk |
|      |             | Confederația Libertății și Independenței | Naționalist-populistă, Euroscepticism dur           | Extrema dreaptă            | - Sławomir Mentzen - Krzysztof Bosak                                                                                    | Este o alianță formată din mai multe organizații și partide de dreapta sau extremă dreapta fondată în 2018. Platforma partidului susține reinstaurarea pedepsei cu moartea, eliminarea impozitului pe venit, legalizarea deținerii armelor de foc și interzicerea dreptului la avort. Retorica sa este puternic populistă, eurosceptică, xenofobă iar spre deosebire de competitorul său PiS, Konfederacja susține liberalismul economic. |

## Alegeri

Rezultatele alegerilor pentru Seim pe powiate

### Alegerile parlamentare din 2023
| Partide și alianțe                  | Partide și alianțe                         | Partide și alianțe                         | Partide și alianțe                         | Voturi     | %      | Locuri | +/− |
| ----------------------------------- | ------------------------------------------ | ------------------------------------------ | ------------------------------------------ | ---------- | ------ | ------ | --- |
|                                     | Dreapta Unită                              |                                            | Partidul Lege și Justiție                  | 7,640,854  | 35.38  | 194    | −41 |
|                                     | Dreapta Unită                              | Polonia Suverană                           |                                            | 7,640,854  | 35.38  | 194    | −41 |
|                                     | Dreapta Unită                              | Republicanii                               |                                            | 7,640,854  | 35.38  | 194    | −41 |
|                                     | Dreapta Unită                              | Kukiz'15                                   |                                            | 7,640,854  | 35.38  | 194    | −41 |
|                                     | Dreapta Unită                              | Renașterea RP                              |                                            | 7,640,854  | 35.38  | 194    | −41 |
|                                     | Dreapta Unită                              | Afacerile Poloneze                         |                                            | 7,640,854  | 35.38  | 194    | −41 |
|                                     | Coaliția Civică                            |                                            | Platforma Civică                           | 6,629,402  | 30.70  | 157    | +23 |
|                                     | Coaliția Civică                            | Modern                                     |                                            | 6,629,402  | 30.70  | 157    | +23 |
|                                     | Coaliția Civică                            | Inițiativa Poloneză                        |                                            | 6,629,402  | 30.70  | 157    | +23 |
|                                     | Coaliția Civică                            | Verzii                                     |                                            | 6,629,402  | 30.70  | 157    | +23 |
|                                     | Coaliția Civică                            | Mișcarea Bună                              |                                            | 6,629,402  | 30.70  | 157    | +23 |
|                                     | Coaliția Civică                            | AGROunia                                   |                                            | 6,629,402  | 30.70  | 157    | +23 |
|                                     | A Treia Cale                               |                                            | Partidul Popular Polonez                   | 3,110,670  | 14.40  | 65     | +35 |
|                                     | A Treia Cale                               | Polonia 2050                               |                                            | 3,110,670  | 14.40  | 65     | +35 |
|                                     | A Treia Cale                               | Uniunea Democraților Europeni              |                                            | 3,110,670  | 14.40  | 65     | +35 |
|                                     | A Treia Cale                               | Acordul pentru Democrație                  |                                            | 3,110,670  | 14.40  | 65     | +35 |
|                                     | A Treia Cale                               | Centru pentru Polonia                      |                                            | 3,110,670  | 14.40  | 65     | +35 |
|                                     | Stânga                                     |                                            | Noua Stângă                                | 1,859,018  | 8.61   | 26     | −23 |
|                                     | Stânga                                     | Stânga Împreună                            |                                            | 1,859,018  | 8.61   | 26     | −23 |
|                                     | Stânga                                     | Partidul Socialist Polonez                 |                                            | 1,859,018  | 8.61   | 26     | −23 |
|                                     | Stânga                                     | Uniunea Muncitorească                      |                                            | 1,859,018  | 8.61   | 26     | −23 |
|                                     | Stânga                                     | Social Democrația din Polonia              |                                            | 1,859,018  | 8.61   | 26     | −23 |
|                                     | Stânga                                     | Libertate și Egalitate                     |                                            | 1,859,018  | 8.61   | 26     | −23 |
|                                     | Confederația Libertății și Independenței   |                                            | Mișcarea Națională                         | 1,547,364  | 7.16   | 18     | +7  |
|                                     | Confederația Libertății și Independenței   | Noua Speranță                              |                                            | 1,547,364  | 7.16   | 18     | +7  |
|                                     | Confederația Libertății și Independenței   | Confederația Coroanei Poloneze             |                                            | 1,547,364  | 7.16   | 18     | +7  |
|                                     | Confederația Libertății și Independenței   | Mișcarea Europa Reală - Europa Creștină    |                                            | 1,547,364  | 7.16   | 18     | +7  |
|                                     | Confederația Libertății și Independenței   | Uniunea Politicii Reale                    |                                            | 1,547,364  | 7.16   | 18     | +7  |
|                                     | Confederația Libertății și Independenței   | Dreapta pentru Republică                   |                                            | 1,547,364  | 7.16   | 18     | +7  |
|                                     | Activiștii Guvernului Local Nonpartizan    | Activiștii Guvernului Local Nonpartizan    | Activiștii Guvernului Local Nonpartizan    | 401,054    | 1.86   | –      | 0   |
|                                     | Există o Singură Polonie                   | Există o Singură Polonie                   | Există o Singură Polonie                   | 351,099    | 1.63   | –      | 0   |
|                                     | Comitetul Electoral al Minorității Germane | Comitetul Electoral al Minorității Germane | Comitetul Electoral al Minorității Germane | 25,778     | 0.12   | –      | -1  |
|                                     | Mișcarea Pace și Prosperitate              | Mișcarea Pace și Prosperitate              | Mișcarea Pace și Prosperitate              | 24,850     | 0.12   | –      | 0   |
|                                     | O Țară Normală                             | O Țară Normală                             | O Țară Normală                             | 4,606      | 0.02   | –      | 0   |
|                                     | Antipartidul                               | Antipartidul                               | Antipartidul                               | 1,156      | 0.01   | –      | 0   |
|                                     | Mișcarea Reparăm Polonia                   | Mișcarea Reparăm Polonia                   | Mișcarea Reparăm Polonia                   | 823        | 0.00   | –      | 0   |
| Total                               | Total                                      | Total                                      | Total                                      | 21,596,674 | 100.00 | 460    | –   |
|                                     |                                            |                                            |                                            |            |        |        |     |
| Voturi valide                       | Voturi valide                              | Voturi valide                              | Voturi valide                              | 21,596,674 | 98.31  |        |     |
| Voturi invalide/albe                | Voturi invalide/albe                       | Voturi invalide/albe                       | Voturi invalide/albe                       | 370,217    | 1.69   |        |     |
| Voturi Totale                       | Voturi Totale                              | Voturi Totale                              | Voturi Totale                              | 21,966,891 | 100.00 |        |     |
| Votanți înregistrați/prezența       | Votanți înregistrați/prezența              | Votanți înregistrați/prezența              | Votanți înregistrați/prezența              | 29,532,595 | 74.38  |        |     |
| Sursă: Comisia Națională Electorală |                                            |                                            |                                            |            |        |        |     |

### Alegerile prezidențiale din 2020

Rezultatele primului tur al alegerilor prezidențiale pe powiate

Rezultatele celui de al doilea tur al alegerilor prezidențiale pe powiate

| Candidat                        | Candidat                        | Partid                          | Turul I    | Turul I | Turul II   | Turul II |
| Candidat                        | Candidat                        | Partid                          | Voturi     | %       | Voturi     | %        |
| ------------------------------- | ------------------------------- | ------------------------------- | ---------- | ------- | ---------- | -------- |
|                                 | Karol Nawrocki                  | Independent (PiS)               | 5,790,804  | 29.54   | 10,606,877 | 50.89    |
|                                 | Rafał Trzaskowski               | Coaliția Civică (PO)            | 6,147,797  | 31.36   | 10,237,286 | 49.11    |
|                                 | Sławomir Mentzen                | Confederația (O Nouă Speranță)  | 2,902,448  | 14.81   |            |          |
|                                 | Grzegorz Braun                  | Confederația Coroanei Poloneze  | 1,242,917  | 6.34    |            |          |
|                                 | Szymon Hołownia                 | A Treia Cale (Polonia 2050)     | 978,901    | 4.99    |            |          |
|                                 | Adrian Zandberg                 | Partia Razem                    | 952,832    | 4.86    |            |          |
|                                 | Magdalena Biejat                | Independent (Stânga)            | 829,361    | 4.23    |            |          |
|                                 | Krysztof Stanowski              | Independent                     | 243,479    | 1.24    |            |          |
|                                 | Joanna Senyszyn                 | Independent                     | 214,198    | 1.09    |            |          |
|                                 | Marek Jakubiak                  | Republicanii Liberi             | 150,698    | 0.77    |            |          |
|                                 | Artur Bartoszewicz              | Independent                     | 95,640     | 0.49    |            |          |
|                                 | Maciej Maciak                   | Independent (RDiP)              | 36,371     | 0.19    |            |          |
|                                 | Marek Woch                      | Bezpartyjni Samorządowcy        | 18,338     | 0.09    |            |          |
| Total voturi                    | Total voturi                    | Total voturi                    | 19,603,784 | 100.00  | 20,844,163 | 100.00   |
|                                 |                                 |                                 |            |         |            |          |
| Voturi valide                   | Voturi valide                   | Voturi valide                   | 19,603,784 | 99.56   | 20,844,163 | 99.10    |
| Voturi invalide/albe            | Voturi invalide/albe            | Voturi invalide/albe            | 85,813     | 0.44    | 189,294    | 0.90     |
| Total voturi                    | Total voturi                    | Total voturi                    | 19,689,597 | 100.00  | 21,033,457 | 100.00   |
| Alegători înregistrați/prezența | Alegători înregistrați/prezența | Alegători înregistrați/prezența | 29,252,340 | 67.31   | 29,363,722 | 71.63    |
| Sursă: PKW                      |                                 |                                 |            |         |            |          |

## Securitatea națională
Principalul obiectiv de securitate națională al Poloniei este de a se integra în continuare cu NATO și alte instituții de apărare, economice și politice din vestul Europei printr-o modernizare și reorganizare a armatei sale. Doctrina militară poloneză reflectă aceeași natură de apărare ca și partenerii săi din NATO.
Armata poloneză combinată este formată din ~164.000 de soldați activi și, în plus, 234.000 de soldați în rezervă. În 2009, Forțele Armate s-au transformat într-o organizație pe deplin profesională și serviciul militar obligatoriu a fost desființat. Nivelurile de personal și organizarea în diferitele ramuri sunt după cum urmează (2004):
- Forțele Terestre: 60,000 (4 divizii, unități independente și forțe teritoriale)
- Forțele Aeriene: 26,000 (Corpul de Apărare Aeriană)
- Marina: 14,300 (2 flote)
- Forțele Speciale: 1,700 (4 unități speciale – GROM, 1 PSK, „Formoza”, unitatea militară pentru logistică specială)

Armata poloneză continuă să-și restructureze și să-și modernizeze echipamentul. Statul Major General al Ministerului Polonez al Apărării și Statul Major al Forțelor Terestre s-au reorganizat recent într-o structură J/G-1 prin J/G-6 compatibilă cu NATO. Constrângerile bugetare împiedică achizițiile prioritare de apărare, cum ar fi un avion de luptă cu mai multe roluri, sisteme de comunicații îmbunătățite și un elicopter de atac.
Polonia continuă să fie un lider regional în sprijinul și participarea la Programul Parteneriatul NATO pentru Pace și a implicat în mod activ majoritatea vecinilor săi și alți actori regionali pentru a construi baze stabile pentru viitoarele aranjamente de securitate europeană. Polonia își continuă istoricul lung de sprijin puternic pentru operațiunile de menținere a păcii ale Națiunilor Unite; menține o unitate în sudul Libanului (parte a Forței Interimare a Națiunilor Unite în Liban, un batalion în Forța NATO din Kosovo (KFOR) și furnizează și desfășoară efectiv rezerva strategică KFOR în Kosovo. Polonia este un aliat puternic al SUA în Europa și a condus Divizia Multinațională Centru-Sud din Irak în anii 2000.

### Biroul de Protecție al Guvernului
Serviciul de Protecție a Statului (poloneză: Służba Ochrony Państwa, SOP) este echivalentul polonez al Serviciului Secret din Statele Unite, oferind guvernului servicii de antiterorism și detalii de securitate VIP.

## Organizare administrativă
Polonia este împărțită în 16 provincii sau voievodate (województwa, singular – województwo): Silezia Inferioară, Cuiavia-Pomerania, Łódz, Lublin, Lubusz, Mica Polonie, Mazovia, Opole, Subcarpatia, Podlasia, Pomerania, Silezia, Sfintei Cruci, Varmia și Mazuria, Polonia Mare și Pomerania Occidentală.

## Relații externe
Polonia exercită o influență considerabilă în Europa Centrală și de Est și este o putere mijlocie în afacerile internaționale. Politica externă a Poloniei se bazează pe patru angajamente de bază: față de cooperarea atlantică, față de integrarea europeană, față de dezvoltarea internațională și față de dreptul internațional. De la prăbușirea comunismului și restabilirea sa ca națiune democratică, Polonia și-a extins responsabilitățile și poziția în afacerile europene și occidentale, susținând și stabilind relații externe de prietenie atât cu Occidentul, cât și cu numeroase țări europene.
Datorită experienței sale istorice tragice cu agresiunea vecinilor puternici (de exemplu, împărțirea Poloniei, Al Doilea Război Mondial), politica externă poloneză urmărește o cooperare strânsă cu un partener puternic, unul suficient de capabil să ofere un sprijin militar puternic în momente de situații critice. Acest lucru creează fundalul relațiilor strânse ale Poloniei cu SUA. În același timp, atitudinea la fel de împovărată față de Rusia are ca rezultat relații diplomatice foarte tensionate, care s-au înrăutățit constant de la urcarea la putere a lui Vladimir Putin. Acesta este un factor important pentru atenția specială pe care Polonia o acordă emancipării politice a tuturor vecinilor săi estici: Lituania, Belarus și Ucraina.